# Nesta Carter
Nesta Carter (Banana Ground, 1985. október 11. –) olimpiai és világbajnok jamaicai rövidtávfutó. Tagja volt a 2008-as olimpián a 4 × 100 méteres síkfutás 16 éves világcsúcsát megdöntő csapatnak, valamint a 2012-ben szintén világcsúccsal győztes váltónak is.

## Sportpályafutása
A 2007. június 23-án Kingstonban futott 10,11 másodperces idejével kvalifikálta magát az oszakai világbajnokságra 100 méteres síkfutásban. Ott az elődöntőből nem jutott tovább, azonban a váltó tagjaként 4 × 100 méteren ezüstérmet nyert.
Hazája 2008-as olimpiai selejtezőjén 100 méteren nem tudott rajthoz állni lábgörcse miatt, de 200 méteren egyéni legjobbját megfutva 20,31 másodperces eredménnyel tagja lett az olimpiára utazó csapatnak. Az olimpia előtt júliusban egy versenyen először jutott 10 másodpercen belülre 100 méteren. Az olimpián a 4 × 100 méteres váltó tagjaként állt csak rajthoz. Az előfutamban harmadikként futott Michael Fraterrel, Dwight Thomasszal és Asafa Powell-lel, és második legjobb idővel a döntőbe jutottak. Ott Thomas helyett Usain Bolt került a csapatba, Carter pedig elsőként futott. Az idejük 37,10 másodperc lett, amivel megdöntötték három tizedmásodperccel az amerikai csapat által 1992 óta tartott világcsúcsot.